# Wylie Vale
Wylie Walker Vale (Houston, Texas, 3 de julho de 1941 – Hana, Havaí, 3 de janeiro de 2012) foi um bioquímico, neurofisiologista e neuroendocrinologista (no Instituto Salk) estadunidense

## Biografia
Vale obteve em 1963 na Universidade Rice um bacharelado em biologia e em 1969 um Ph.D. em fisiologia e bioquímica no Baylor College of Medicine, orientado por Roger Guillemin. Acompanhou Guillemin no Instituto Salk, onde passou o resto de sua carreira e foi a partir de 1980 professor. Guillemin recebeu em 1977 por trabalhos feitos em parte com Vale o Nobel de Fisiologia ou Medicina. Na Universidade da Califórnia em San Diego foi professor adjunto. Dentre seus orientados consta Robert Sapolsky.
Vale é conhecido sobretudo por seus trabalhos sobre hormônio liberador de corticotrofina e suas diversas influências (em relação ao medo, depressão, anorexia, Diabetes mellitus ou dependência de drogas).
Vale publicou mais de 600 artigos científicos. 
Foi presidente da American Endocrine Society e da International Society of Endocrinology.

## Prêmios e associações
- 1992 membro da Academia Nacional de Ciências dos Estados Unidos[1]
- 1997 Prêmio Fred Conrad Koch da Endocrine Society[2]
- 1997 membro da Academia de Artes e Ciências dos Estados Unidos[3]
- 2002 Prêmio Regulação Endócrina da Fundação Ipsen[4]
- 2007 Prêmio Rolf Luft do Instituto Karolinska; Palestra do prêmio: The CRF/urocortin network of neuropeptides and receptors: bridging stress and metabolism[5]
- Membro da Academia Nacional de Medicina dos Estados Unidos